# Sin familia (película de 1958)
Sin familia  es una película de Argentina en blanco y negro dirigida por Armando Bó según guion de Rafael García Ibáñez basado en la novela Sans famille de Héctor Mallot que se estrenó el 4 de diciembre de 1958 y que tuvo como protagonistas a Raúl del Valle, Francisco Pablo Donadío, Virginia Romay y Oscar Rovito. Esta película, filmada parcialmente en Bariloche, fue la inmediata anterior a los éxitos de Bo El trueno entre las hojas y Sabaleros. Fue filmada en 1954. 

## Sinopsis
Las duras pruebas a que se ve enfrentado un adolescente sin familia.

## Reparto
- Raúl del Valle
- Francisco Pablo Donadío
- Elisa Labardén
- Pascual Nacarati
- Virginia Romay
- Oscar Rovito

## Comentarios
La Razón sintetizó “sin familia y sin calidad”, La Nación dijo “es lamentable que algunos espectadores puedan ser engañados por la ñoñería sensiblera”,  Clarín encontró en la película “ternura y poesía en una historia de notas folletinescas” y para Manrupe y Portela “Bo juega a ser Torres Ríos y pierde mientras Oscar Rovito sufre”.